# London Library
La London Library è una biblioteca di prestito indipendente a Londra, fondata nel 1841. Venne fondata su iniziativa di Thomas Carlyle, che era insoddisfatto di alcune delle politiche della Biblioteca del British Museum. Si trova al 14 St James's Square, nell'area di St. James's della City of Westminster, che è stata la sua sede dal 1845. L'iscrizione è aperta a tutti, previo pagamento di un abbonamento annuale, e sono disponibili anche abbonamenti vitalizi e corporate. A marzo 2015 la Biblioteca contava 6.708 membri.
T. S. Eliot, presidente della Biblioteca di lunga data, sostenne nel 1952 in un discorso ai membri che "qualunque siano i cambiamenti sociali, la scomparsa della London Library sarebbe un disastro per la civiltà".

## Fiduciari e governance
La London Library è un'istituzione indipendente e autosufficiente. È un ente di beneficenza registrato il cui unico scopo è il progresso dell'istruzione, dell'apprendimento e della conoscenza. È stata incorporata dal Royal Charter il 13 giugno 1933, con un Royal Charter supplementare concesso il 21 ottobre 1988. Il 6 luglio 2004, la Regina Elisabetta II ha concesso alla Biblioteca un nuovo Royal Charter, che ha revocato sia gli statuti del 1933 che quelli del 1968. Secondo questa patente ha il potere di fare o modificare le sue regole. Ha un patrono reale, un presidente eletto, vicepresidenti ed è amministrata da un consiglio eletto di un massimo di 15 amministratori, inclusi il presidente e il tesoriere.

## Storia

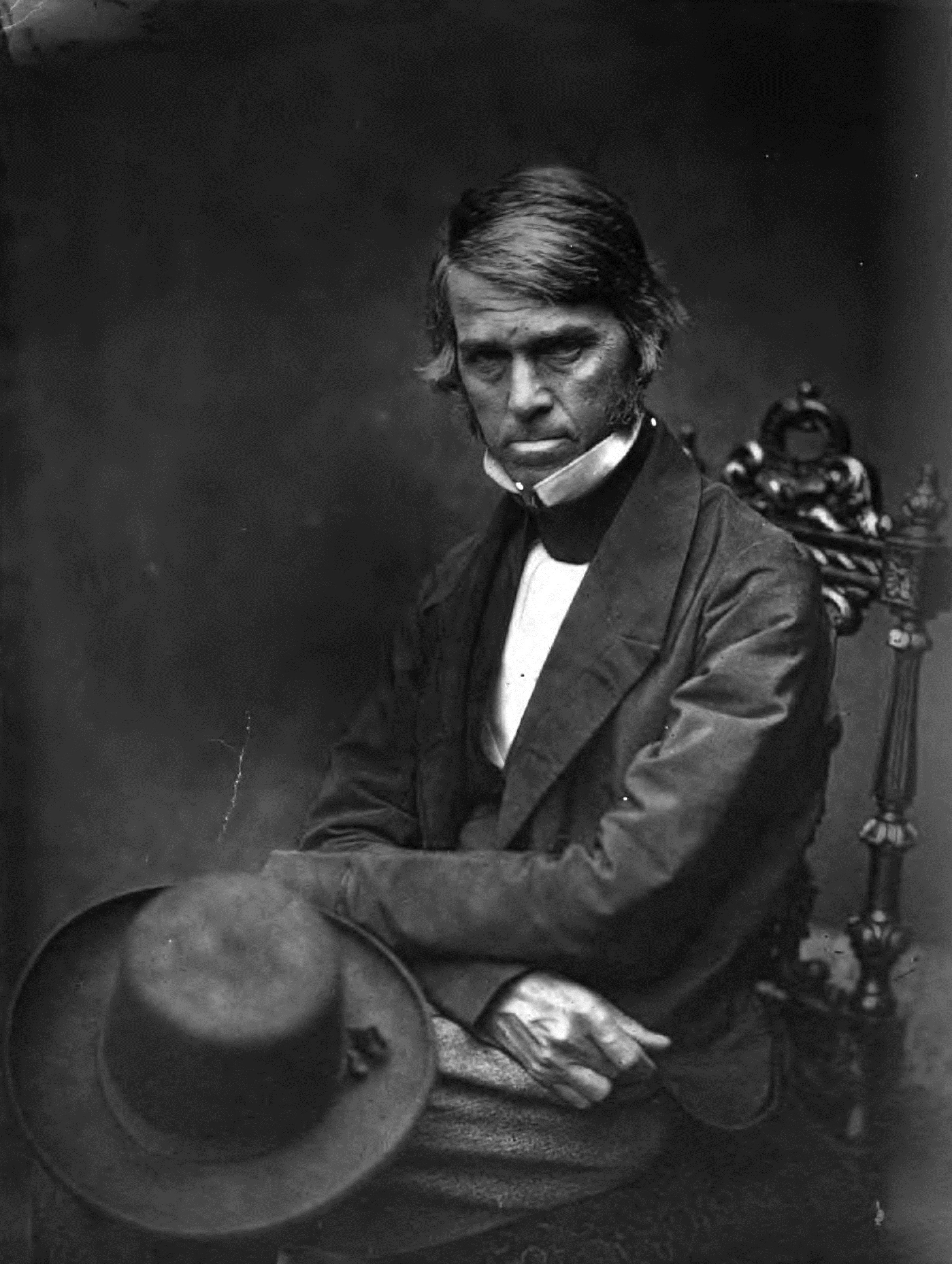
Thomas Carlyle nel 1854

Il principale promotore dalla fondazione della Biblioteca fu Thomas Carlyle. Era frustrato dalle strutture disponibili presso la British Museum Library, dove spesso non riusciva a trovare un posto (obbligandolo ad appollaiarsi sulle scale), e si lamentava del fatto che l'isolamento forzato con i suoi compagni lettori gli avesse dato un "mal di testa da museo". Inoltre i libri non erano disponibili per il prestito e non trovava le raccolte di opuscoli della biblioteca e altro materiale relativo alla Rivoluzione francese e alle guerre civili inglesi in quanto non adeguatamente catalogate. In particolare, sviluppò un'antipatia per il Custode degli stampati, Anthony Panizzi (nonostante il Panizzi gli avesse concesso molti privilegi non concessi ad altri lettori), e lo criticò, come "rispettabile Sottobibliotecario", in una nota a un articolo pubblicato sulla Westminster Review. La soluzione di Carlyle, con il sostegno di un certo numero di amici influenti, fu di chiedere l'istituzione di una biblioteca privata in abbonamento dalla quale si potessero prendere in prestito i libri.

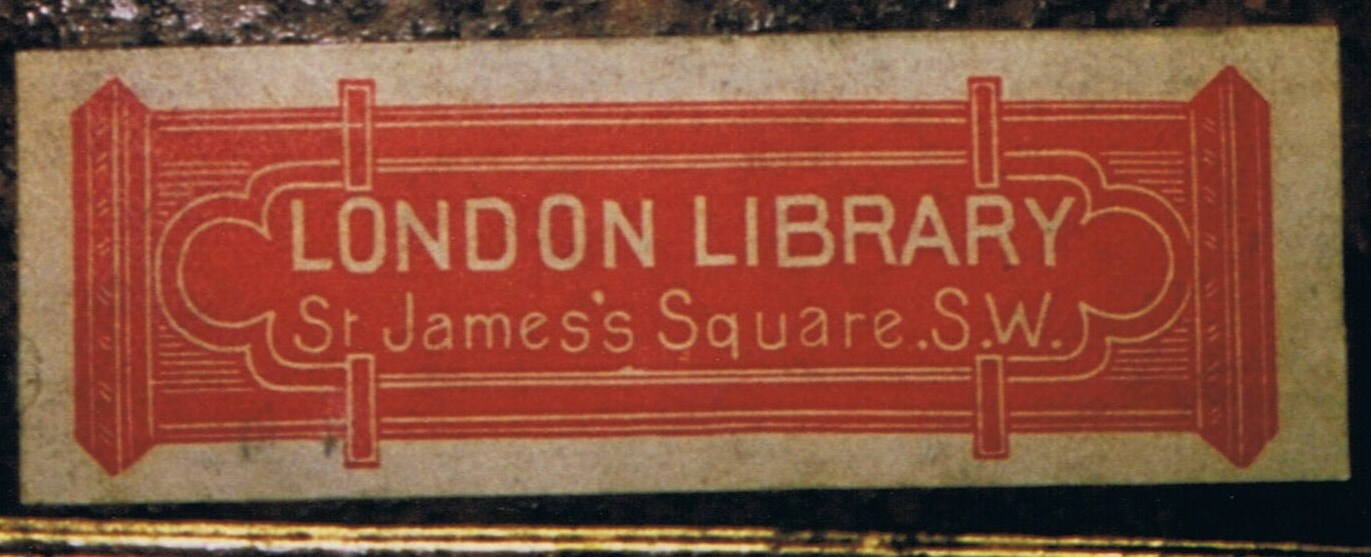
Etichetta del libro della Biblioteca di Londra del XIX secolo

Il conte di Clarendon fu il primo presidente della Biblioteca, William Makepeace Thackeray il primo revisore dei conti e William Gladstone e Sir Edward Bunbury fecero parte del primo comitato. Il combattente per la libertà belga ed ex bibliotecario di Lovanio, Sylvain Van de Weyer, fu vicepresidente dal 1848 al 1874 (Il suocero di Van de Weyer, Joshua Bates, fu uno dei fondatori della Boston Public Library nel 1852).
Una presenza vigorosa e di lunga durata nella tarda età vittoriana fu Richard Monckton-Milnes, in seguito Lord Houghton, un amico di Florence Nightingale. Dickens era tra i membri fondatori. In tempi più recenti, Kenneth Clark e T. S. Eliot sono stati tra i presidenti della Biblioteca e Sir Harold Nicolson, Sir Rupert Hart-Davis e l' On. Michael Astor sono stati vice presidenti.
Sir Charles Hagberg Wright, che fu segretario e bibliotecario, dal 1893 al 1940, è ricordato come "il vero architetto della London Library così com'è oggi". Curò la ricostruzione dei suoi locali nel 1890, la ricatalogazione e il riordinamento delle sue collezioni secondo il proprio sistema di classificazione unico e la pubblicazione del suo catalogo nel 1903, con una seconda edizione nel 1913-1914 e successivi supplementi.
Nel 1957 la Biblioteca ricevette una richiesta imprevista da parte del Consiglio comunale di Westminster per le tariffe commerciali (nonostante fosse registrata come ente di beneficenza esentasse), e anche l'Agenzia delle Entrate fu coinvolta. A quel tempo, la maggior parte degli editori donava alla biblioteca copie gratuite dei propri libri. Un ultimo appello fu respinto dalla Corte d'appello nel 1959 e una lettera sul Times del 5 novembre del presidente e vicepresidente ( TS Eliot e Rupert Hart-Davis) fece appello per i fondi. Una successiva lettera di Winston Churchill commentò che "La chiusura di questa degna istituzione sarebbe una tragedia". Le donazioni finanziarie raggiunsero le 17.000 sterline e un'asta di libri, manoscritti e opere d'arte, il 22 giugno 1960, raccolse oltre 25.000 sterline, sufficienti per cancellare debiti e spese legali di 20.000 sterline. All'asta alcuni oggetti di Thomas Edward Lawrence, donati da suo fratello, vennero aggiudicati a 3.800 sterline, The Waste Land di Eliot a 2.800 sterline e Queen Victoria di Lytton Strachey a 1.800 sterline, anche se 170 libri con iscrizioni e opuscoli di John Masefield fruttarono solo 200 sterline, che Hart-Davis pensava "vergognosamente poco". La regina donò un libro della biblioteca della regina Vittoria e la regina madre una cantinetta per il vino di Sheffield.
Negli anni 1990 fu una delle numerose biblioteche accademiche e specializzate prese di mira dal ladro seriale di libri William Jacques. L'identificazione di alcuni libri rari messi all'asta come rubati dalla Biblioteca portò la polizia a indagare su Jacques e al suo eventuale processo e condanna. Da allora le misure di sicurezza presso la Biblioteca sono state migliorate.

## Collezioni
Le collezioni della Biblioteca, che vanno dal XVI secolo ai giorni nostri, sono forti nei campi della letteratura, narrativa, belle arti e arti applicate, architettura, storia, biografia, filosofia, religione, topografia e viaggi. Le scienze sociali sono coperte in maniera meno approfondita. Le scienze pure e naturali, la tecnologia, la medicina e il diritto non sono di competenza della biblioteca, sebbene ci siano alcuni libri in tutti questi campi. Nelle collezioni si rovano anche periodici e annuali su un'ampia gamma di argomenti. Le collezioni speciali includono soggetti di caccia, sport, Rubaiyat di Omar Khayyam e di interesse ebraico.
La Biblioteca ora contiene più di un milione di libri e ogni anno acquisisce circa 8.000 nuovi libri e periodici. Il 97% della collezione è disponibile per il prestito, in loco o tramite posta. È la più grande biblioteca di prestito in Europa. I membri svolgono un ruolo centrale nella selezione e nello sviluppo delle collezioni, lasciando in eredità le loro biblioteche personali, donando copie dei propri libri, facendo parte del Comitato di selezione dei libri, dando suggerimenti per l'acquisizione e altro ancora.
La Biblioteca è abbonata anche a molte riviste elettroniche e ad altri database online. Tutte le acquisizioni successive al 1950 sono ricercabili nel catalogo on-line e i volumi precedenti al 1950 vengono progressivamente aggiunti come parte del Progetto di catalogazione retrospettiva.
Il 95% della collezione è ospitato su scaffali aperti (il restante 5% comprende libri rari tenuti in custodia sicura). Questa politica di accesso aperto, che contrasta con quella di molte altre grandi biblioteche, inclusa la British Library, è molto apprezzata dai membri. Colin Wilson ricorda la sua prima visita in biblioteca a metà degli anni Sessanta: "Ho sempre avuto un'ossessione per i libri, e in questo posto mi sentivo come un maniaco sessuale nel bel mezzo di un harem". Arthur Koestler ha registrato come nel 1972, incaricato di riferire sul campionato di scacchi Spassky-Fischer a Reykjavík, visitò la Biblioteca per svolgere alcune ricerche di fondo.
Nel 1944 la Biblioteca perse circa 16.000 volumi a causa dei bombardamenti e nel 1970 i suoi pochi incunaboli furono venduti. Con queste eccezioni, in passato era politica della biblioteca conservare praticamente tutti gli oggetti acquisiti dalla sua fondazione, sulla base del fatto che, poiché i libri non sono mai completamente sostituiti, e quindi mai ridondanti, le collezioni non dovrebbero essere private di materiale semplicemente perché vecchio, eccentrico o fuori moda. Nel 2019, sotto pressione per lo spazio, è stata presa la decisione di invertire questa politica e di introdurre una nuova strategia di ritiro delle raccolte di alcune riviste e materiale di pubblicazione del governo ora disponibili online, di alcune riviste in lingua straniera, di copie di libri e altri materiale considerati obsoleti, e anche di spostare alcuni materiali di scarso utilizzo in un deposito fuori sede.

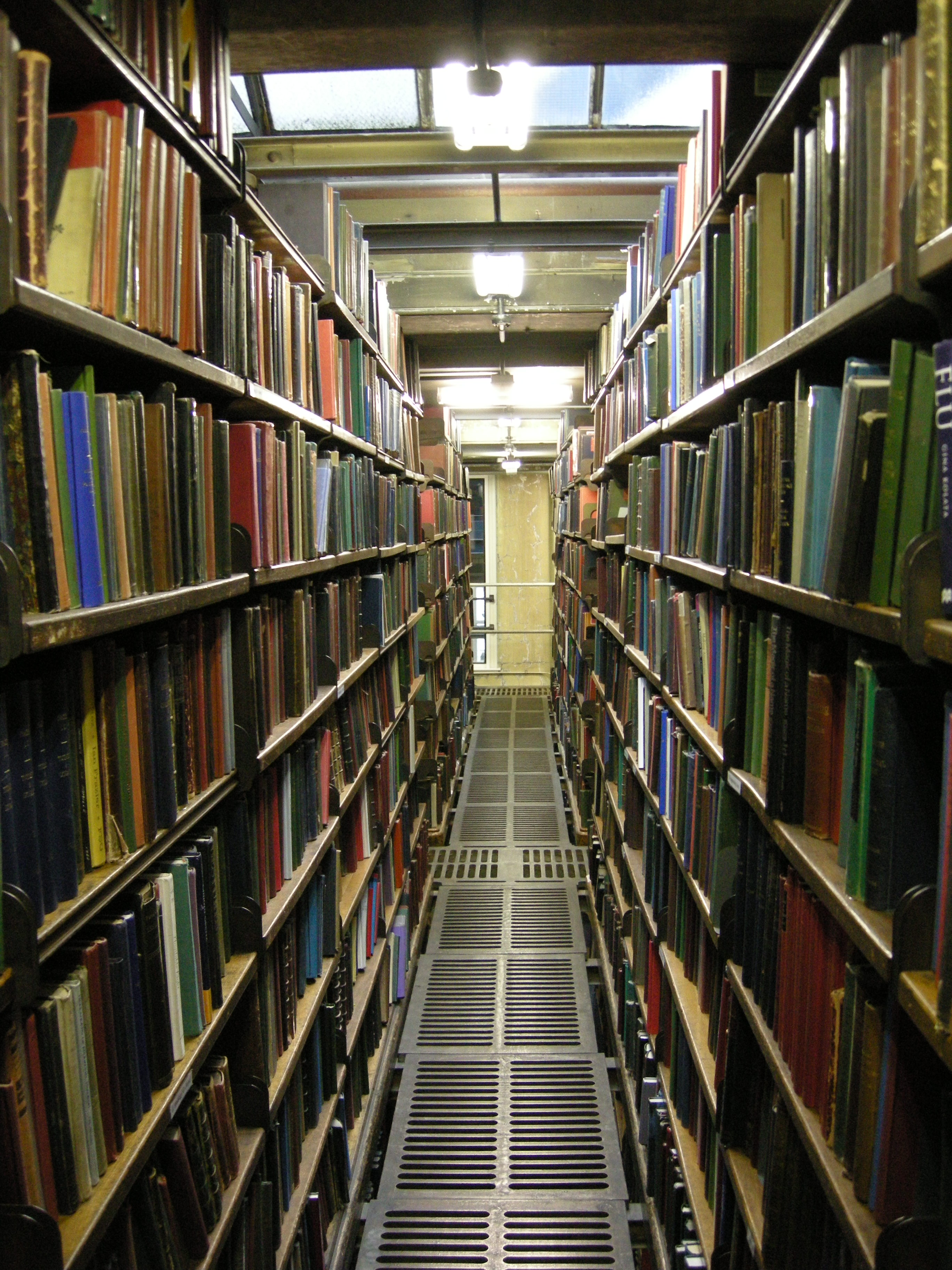
Libreria nell'edificio 1896-1898.

## Edifici
Dopo la sua fondazione, nei primi quattro anni occupò le sale al primo piano del 49 Pall Mall. Nel 1845 si trasferì a 14 St James's Square e da allora questo sito è stato la sua sede. Tuttavia, i suoi locali hanno subito negli anni un numero considerevole di modifiche e ampliamenti man mano che le collezioni andavano crescendo.
La proprietà in St James's Square occupata per la prima volta dalla Biblioteca era una casa, Beauchamp House, costruita nel 1676 e ristrutturata in epoche successive. Una proposta nel 1770 (quando era di proprietà di Lord Newhaven) per ricostruirla su progetto di Robert Adam fu abbandonata, ma fu affrontata poco dopo. Si trovava nell'angolo nord-ovest della piazza e aveva una facciata molto più piccola rispetto alle sue vicine, descritta da AI Dasent nel 1895 come "certamente la peggiore casa della piazza". La Biblioteca prese in affitto la casa dal 1845, ma nel 1879 ne acquistò la piena proprietà. Nei primi anni, per sostenere le spese, alcune stanze furono affittate alla Royal Statistical Society, alla Philological Society e all'Institute of Actuaries.
Nel 1896-1898 i locali furono completamente ricostruiti su progetto di James Osborne Smith, e questo edificio sopravvive come parte anteriore dell'attuale complesso della biblioteca. La facciata, che si affaccia su St James's Square, è costruita in pietra di Portland in uno stile ampiamente giacobita, descritto dal Survey of London come "curiosamente eclettico". La sala di lettura principale è al primo piano e sopra questo tre alte finestre illuminano tre piani della biblioteca. Sul retro vennero costruiti altri quattro piani. Nel 1920-1922, un ulteriore edificio di sette piani fu costruito ancora più indietro, sempre su progetto di Osborne Smith. Questo nuovo edificio si distingueva per i suoi pavimenti in vetro opaco: un inconveniente imprevisto della combinazione di pavimenti in vetro e scaffalature metalliche strutturali era che erano suscettibili di ricevere scosse periodiche di elettricità statica, un problema che continua a cogliere alla sprovvista i nuovi membri, e per il quale non è mai stata trovata alcuna soluzione. Nel 1932-1934 fu realizzato un altro ampliamento a nord, incorporando una sala del comitato (chiamata Sala del Prevosto, in onore di un importante benefattore, ora convertita in sala di lettura), una sala d'arte e altri cinque piani: gli architetti in questa occasione furono lo studio Mewès & Davis.
Nel febbraio 1944, durante la seconda guerra mondiale, la biblioteca nord subì notevoli danni quando venne colpita da una bomba: furono distrutti 16.000 volumi, tra cui gran parte della sezione biografica. Sebbene la biblioteca riaprì a luglio, le riparazioni agli edifici non furono completate fino all'inizio degli anni 1950.
Dopo la guerra, la Biblioteca continuò a sentire la necessità di ampliare lo spazio, sebbene le possibilità pratiche di ampliamento fossero limitate. Nei primi anni 1970, all'interno della Sala dell'Arte, venne inserito un soppalco. Nel 1992 sono stati costruiti quattro piani sopra la baia nord della sala di lettura e nel 1995 è stata eretta l'Anstruther Wing (dal nome del suo benefattore, Ian Anstruther) nell'estrema parte posteriore del sito, un edificio di nove piani su un'area ridotta progettato principalmente per ospitare un deposito di libri rari.

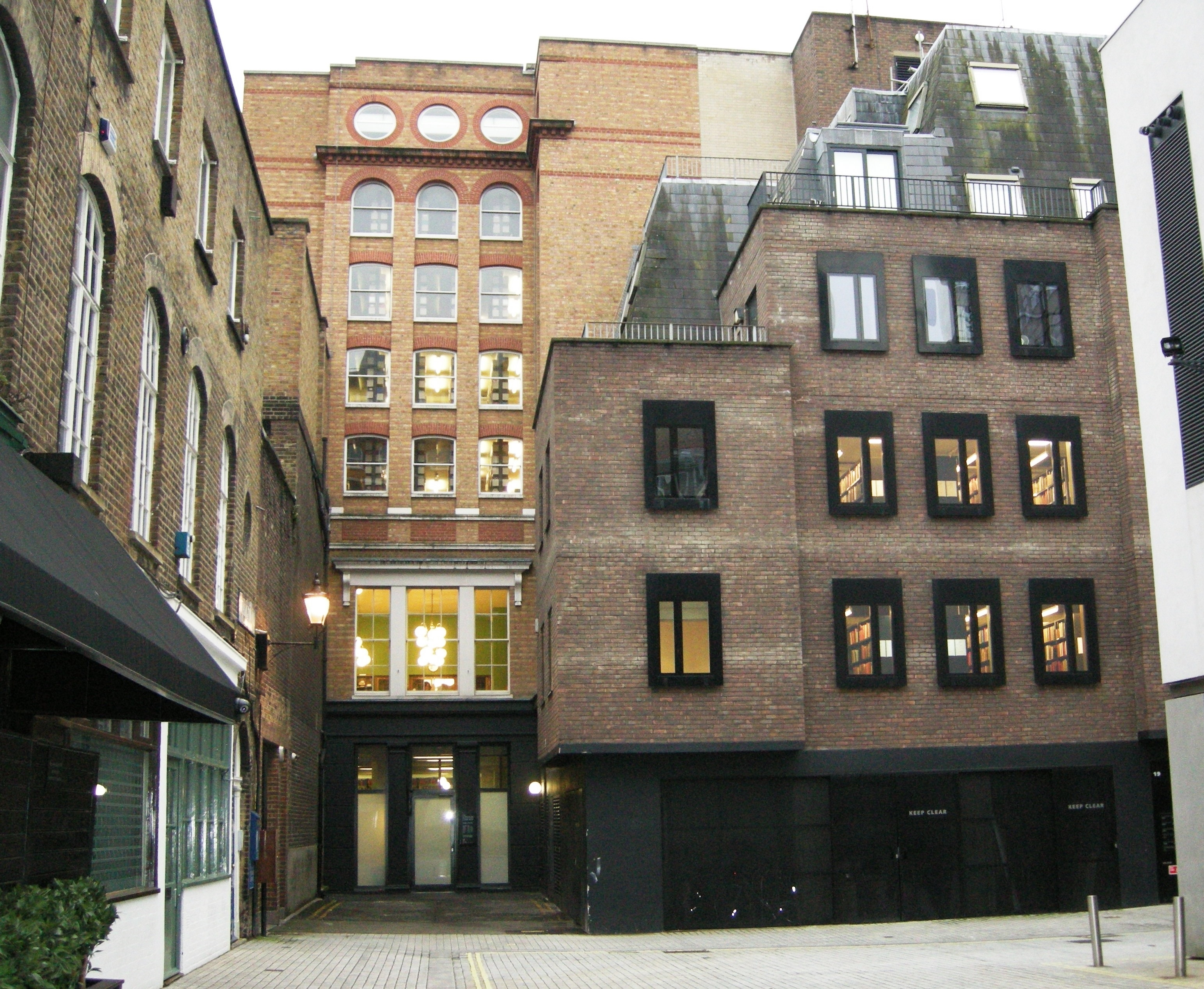
Vista degli edifici della biblioteca da Mason's Yard. Le finestre illuminate al centro a sinistra includono quelle della Writers' Room (la sala di lettura settentrionale) al primo piano, con la biblioteca del 1992 sopra. L'edificio in mattoni più scuro sulla destra è T.S. Eliot House.

Nel 2004, la Biblioteca ha acquisito Duchess House, un edificio per uffici di quattro piani degli anni 1970 adiacente al lato nord del sito esistente, che ha aumentato la capacità complessiva del 30%. L'edificio è stato ribattezzato T.S. Eliot House nel 2008. L'occasione è stata colta per un'importante razionalizzazione e revisione della maggior parte dei locali della biblioteca. Le attività del personale sono state concentrate in T.S. Eliot House (liberando spazio negli edifici più vecchi per l'archiviazione dei libri e le strutture dei membri); una nuova sala lettura è stata inserita in un pozzo luce. La Sala dell'Arte è stata completamente ristrutturata e ridisegnata, la sala principale dei prestiti è stata ristrutturata, sono state create nuove vie di circolazione e altre modifiche altrove. La prima fase dei lavori, la modifica e la ristrutturazione di T.S. Eliot House, è stata completata nel 2007 e la seconda fase nel 2010. Gli architetti per la riqualificazione sono stati Haworth Tompkins con Price & Myers in qualità di consulenti ingegneri strutturali, mentre i servizi igienici sono stati progettati in collaborazione con l'artista vincitore del Turner Prize, Martin Creed.
L'edificio è stato inserito nell'elenco di Grado II nella Lista del Patrimonio Nazionale per l'Inghilterra dal febbraio 1958. 

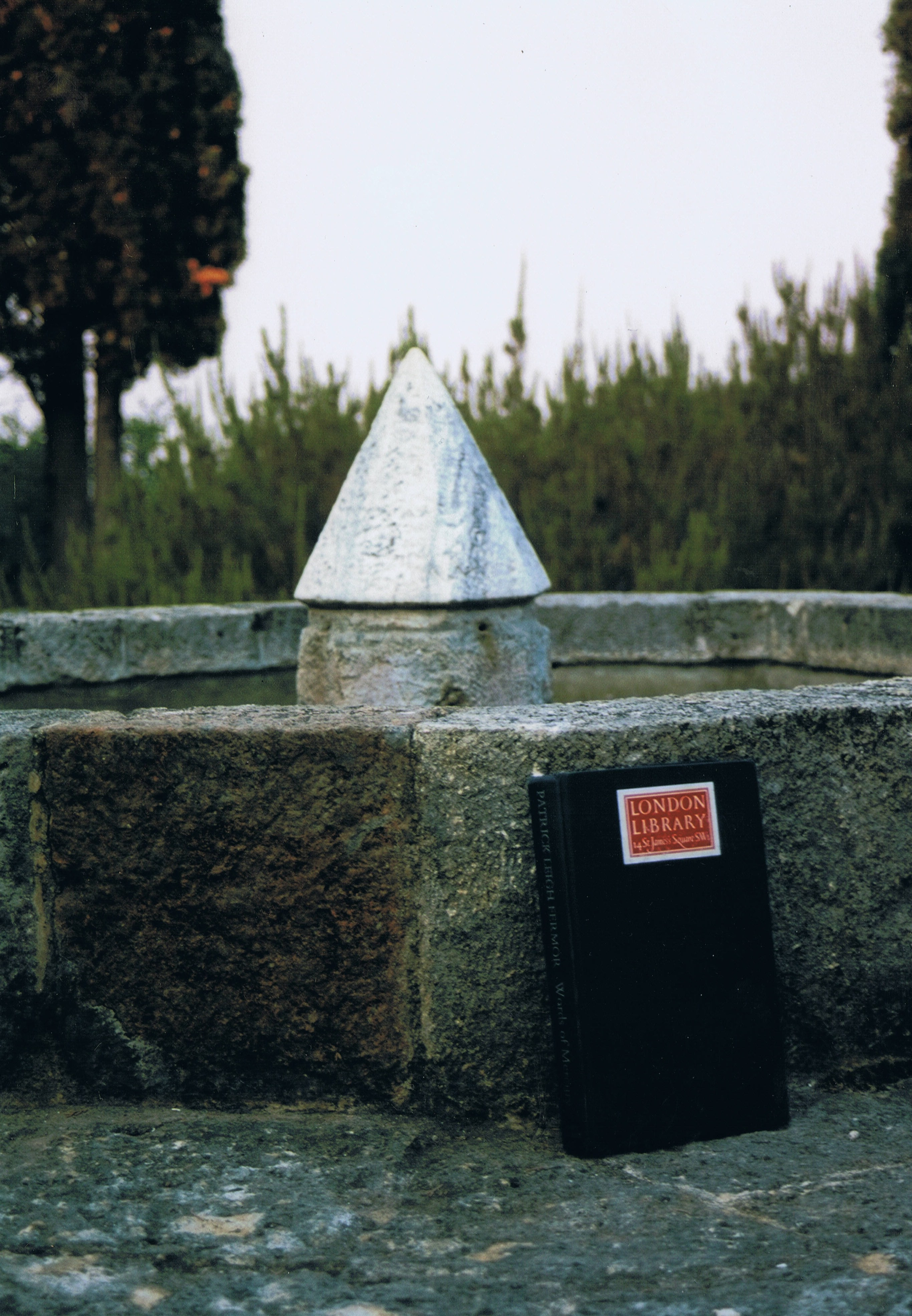
La copia della London Library di un libro di Patrick Leigh Fermor, agosto 2007

## Sottoscrizione
Nel 1903 l'abbonamento annuale era di 3 sterline. Intorno al periodo della prima guerra mondiale era di 3 sterline e 3 scellini, con una quota di ingresso (adesione) di 1 sterlina e 1 scellino. Durante gli anni 1930 era di 4 sterline e 4 scellini con una quota d'ingresso di 3 sterline e 3 scellini e le quote rimasero a questo livello negli anni 1950 In effetti, nel 1946, la quota di adesione era scesa a 2 sterline e 2 scellini, sebbene nel 1951 fosse tornata a 3 sterline e 3 scellini. Nel novembre 1981 l'abbonamento annuale era di 60 sterline. Sulla scia dell'acquisizione di T.S. Eliot House, la quota è stata aumentata drasticamente, nel gennaio 2008, da 210 sterline a 375 sterline (senza quota iniziale e con determinate tariffe agevolate).
A partire da gennaio 2019 la quota annuale per l'iscrizione individuale è di 525 sterline. Le tariffe agevolate includono l'iscrizione per i giovani (262,50 sterline), l'iscrizione sposi/partner (262,50 sterline) e l'iscrizione Carlyle (una quota ridotta per coloro che non possono permettersi la tariffa intera). Anche l'abbonamento a vita è disponibile, su una scala a seconda dell'età, e possono aderire anche enti e altre istituzioni.

## Supporto
La Biblioteca dispone di uno schema Corporate Patron che offre vantaggi tra cui l'affitto esclusivo della Biblioteca per eventi privati. Il Circolo dei Fondatori è un gruppo dedicato a sostenere la gestione della Biblioteca, così chiamato in onore dei primi 500 membri che hanno messo in piedi la Biblioteca nel 1841, i membri del Circolo dei Fondatori si incontrano in una serie di eventi esclusivi nel corso dell'anno.
Tutti possono sostenere la Biblioteca donando a The Book Fund o partecipando ai programmi Adotta un libro, in base ai quali i membri possono adottare libri nuovi, preferiti o rari nella Biblioteca.

## Premi e concorsi
Nel 2011 la Biblioteca ha lanciato il suo Student Prize, un concorso di scrittura aperto agli studenti dell'ultimo anno presso gli istituti di istruzione superiore nel Regno Unito. Il tema era "Il futuro della Gran Bretagna risiede nella parte destra del cervello", e il vincitore è stato annunciato nel marzo 2012, Ben Mason, uno studente del Trinity College di Oxford. Il premio è stato assegnato per la seconda volta nel 2013 a Kathryn Nave, una studentessa del King's College di Londra, ma ora è stato interrotto.

## 175º anniversario
Nel maggio 2016 la Biblioteca ha celebrato il 175º anniversario della sua fondazione con un festival letterario di tre giorni, "Words In The Square", tenutosi in St James's Square. È stato organizzato da James Runcie e David Kynaston, e tra i relatori c'erano i romanzieri Sebastian Faulks, Victoria Hislop, Nick Hornby, Philippa Gregory e Elif Safak, gli storici Antony Beevor, Simon Schama e Jerry White, gli attori Simon Russell Beale, Eleanor Bron e Simon Callow e gli ex capitani di cricket dell'Inghilterra, Michael Atherton e Mike Brearley.

## Orari di apertura
La Biblioteca è aperta nei seguenti orari: lunedì: 9.30-21, martedì: 9.30-21:00, mercoledì: 9.30-17.30 (21:00 chiusura in molti mercoledì sera quando il programma degli eventi lo consente), giovedì: 9.30-17.30, venerdì: 9.30-17.30, sabato: 9.30-17.30 e domenica chiusa.

## Riferimenti culturali

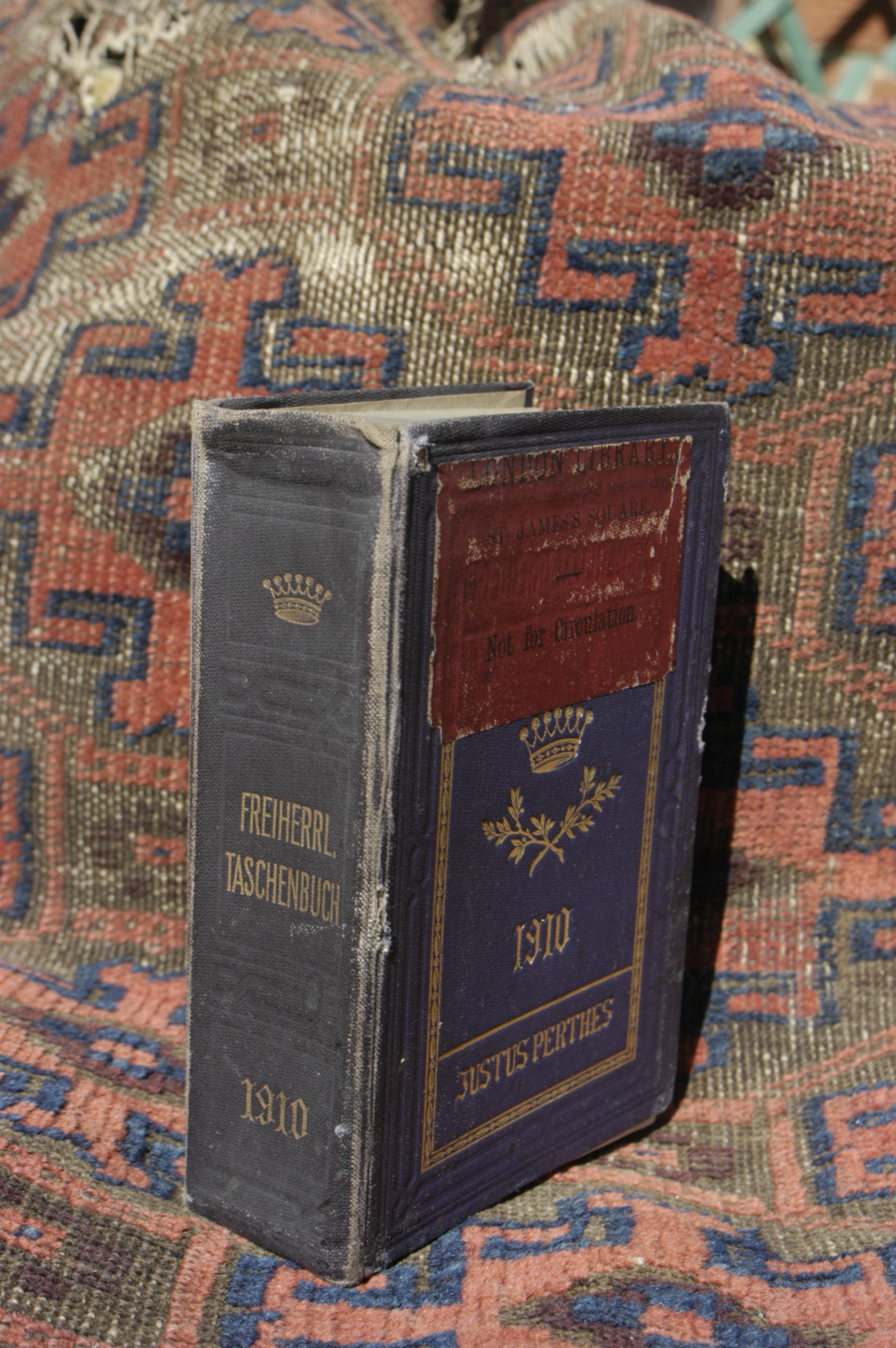
Un libro della London Library, Gothaisches Genealogisches Taschenbuch der Freiherrlichen Häuser, Justus Perthes, Gotha, 1910. Questo è uscito dal 2009. (Foto: 14.4.2014).

La Biblioteca è presente in una serie di opere di letteratura e narrativa.

### Letteratura
- Il romanzo a fumetti di Aldous Huxley Antic Hay (1923) include scene ambientate dentro e intorno alla biblioteca.
- In "The Adventure of the Illustrious Client", un racconto di Sherlock Holmes su Sir Arthur Conan Doyle (pubblicato nel 1924 ma ambientato nel 1902), il Dr. Watson visita la Biblioteca per acquisire competenze sufficienti sulla ceramica cinese.[43]
- In The Second Curtain (1953) di Roy Fuller, parte della trama ruota sul sistema di registrazione dei prestiti della Biblioteca e le pile di libri fanno da cornice a una scena di inseguimento.[44]
- In Al servizio segreto di sua maestà (1963) di Ian Fleming, James Bond prende in prestito dalla Biblioteca una copia dell'Armeria Generale di Burke per posare come rappresentante del College of Arms.
- Il romanzo di AS Byatt Possession (1990) si apre con la scoperta di una lettera vittoriana nascosta tra le pagine di un raro libro della Biblioteca.
- Nel romanzo di Michael Frayn, Headlong (1999), il protagonista compie ricerche presso la Biblioteca per stabilire se il dipinto al centro della trama sia veramente di Brueghel.
- Nella continuazione dei romanzi polizieschi di Dorothy L. Sayers, Jill Paton Walsh, Lady Peter Wimsey (la scrittrice Harriet Vane) utilizza la Biblioteca per ricerche su Sheridan Le Fanu.
- Nella novella di Alan Bennett The Uncommon Reader (2007), la Biblioteca fornisce libri in prestito alla regina Elisabetta II.
- Nel romanzo di Sebastian Faulks, Where My Heart Used to Beat (2015), il protagonista, il dottor Hendricks, ottiene informazioni chiave sul suo ospite da un libro inviatogli a Parigi dalla Biblioteca.

### Cinema e televisione
- Nel film TV di David Hare Heading Home (1991), uno dei personaggi principali, interpretato da Joely Richardson, lavora nella Biblioteca e le scene sono state girate lì.[45]
- Nella serie della BBC New Tricks, Serie 7, Episodio 2 (2010), "It smells of books", avviene un omicidio nella Biblioteca.

## Patroni
Poco dopo la fondazione della Biblioteca, il principe Alberto accettò di fungerne da patrono. I successivi mecenati reali furono re Edoardo VII, re Giorgio V, re Giorgio VI, la regina madre e la regina Elisabetta II.

## Presidenti
La carica di Presidente della Biblioteca è stata ricoperta da:
- George Villiers, IV conte di Clarendon, 1841–1870
- Thomas Carlyle, 1870–1881
- Richard Monckton Milnes, I barone Houghton, 1881–1885
- Alfred Tennyson, 1885–1892
- Sir Leslie Stephen, 1892–1904
- Arthur James Balfour, 1904–1930
- Herbert Fisher, 1930-1940
- Il VI conte di Ilchester, 1940-1952
- T. S. Eliot, 1952–1965
- Kenneth Clark, 1965–1980
- Lord Annan, 1980-1996
- John Grigg, 1996–2001
- Sir Tom Stoppard, 2002-2017
- Sir Tim Rice, 2017–

Tra i vicepresidenti ci sono stati Lord Lyttelton, Sir Isaiah Berlin, Sir Rupert Hart-Davis, Lord Kenyon, Lord Rayne, l'on. Sir Steven Runciman, Dame Veronica Wedgwood, Dame Rebecca West, Paul Boateng, Lady Antonia Fraser e Jeremy Paxman. Tra i fiduciari Philip Ziegler, Correlli Barnett, Bamber Gascoigne, Lewis Golden, John Gross, Duff Hart-Davis, Sir Charles Johnston, Sir Oliver Millar, Anthony Quinton, Christopher Sinclair-Stevenson e Claire Tomalin.

## Bibliotecari e direttori
Il senior manager o amministratore delegato della Biblioteca era storicamente conosciuto come bibliotecario e segretario, e in seguito semplicemente come bibliotecario. Con la nomina di Philip Marshall nel 2017, il titolo è stato cambiato in direttore. La carica è stata ricoperta da:
- John George Cochrane, 1841-1852
- William Bodham Donne, 1852–1857
- Robert Harrison, 1857–1893
- Charles Theodore Hagberg Wright, 1893–1940
- Christopher Purnell, 1940-1950
- Simon Nowell-Smith, 1950-1956
- Stanley Gillam, 1956–1980
- Douglas Matthews, 1980–1993
- Alan Bell, 1993-2001
- Inez Lynn, 2002-2017
- Philip Marshall, 2017–

### Cataloghi
- John George Cochrane, Catalogue of the London Library, 2ndª ed., London, 1847.
- Robert Harrison, Catalogue of the London Library, 4thª ed., London, 1875.
- C. T. Hagberg Wright e C. J. Purnell, Catalogue of the London Library, St. James's Square, London, London, 1913–55. (10 vols.) Include: Supplemento: 1913–20. 1920. Supplemento: 1920–28. 1929. Supplemento: 1928–53. 1953 (in 2 vols). Indice a soggetto: (Vol. 1). 1909. Vol. 2: Addendum, 1909–22. Vol. 3: Addendum, 1923–38. 1938. Vol. 4: (Addendum), 1938–53. 1955.